# Mathilde Becerra
Mathilde Becerra, née le 14 août 1991 à Toulouse, est une sportive française de haut niveau spécialisée dans l'escalade et particulièrement sur les épreuves de difficulté.

## Biographie
Mathilde Becerra est originaire de Toulouse. Elle découvre l'escalade à 13 ans, après avoir fait plusieurs années d'équitation. Elle commence la compétition moins d'un an après. 
Ayant réalisé des études parallèlement à sa carrière sportive, elle est diplômée en ingénierie en efficacité énergétique (INSA Toulouse).
En 2019, elle participe au jeu télévisé La Course des champions, diffusé le 11 octobre 2019 sur France 2 et présenté par le judoka Teddy Riner.

### Carrière sportive
Elle fait partie de l'équipe de France depuis octobre 2008.
Elle est sacrée championne de France de difficulté (catégorie seniors) en 2016.